# 悬索桥

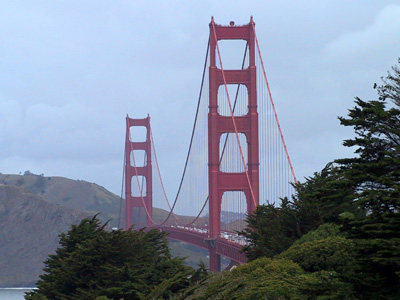
位於美國舊金山的金門大橋，是非常典型的懸索橋設計

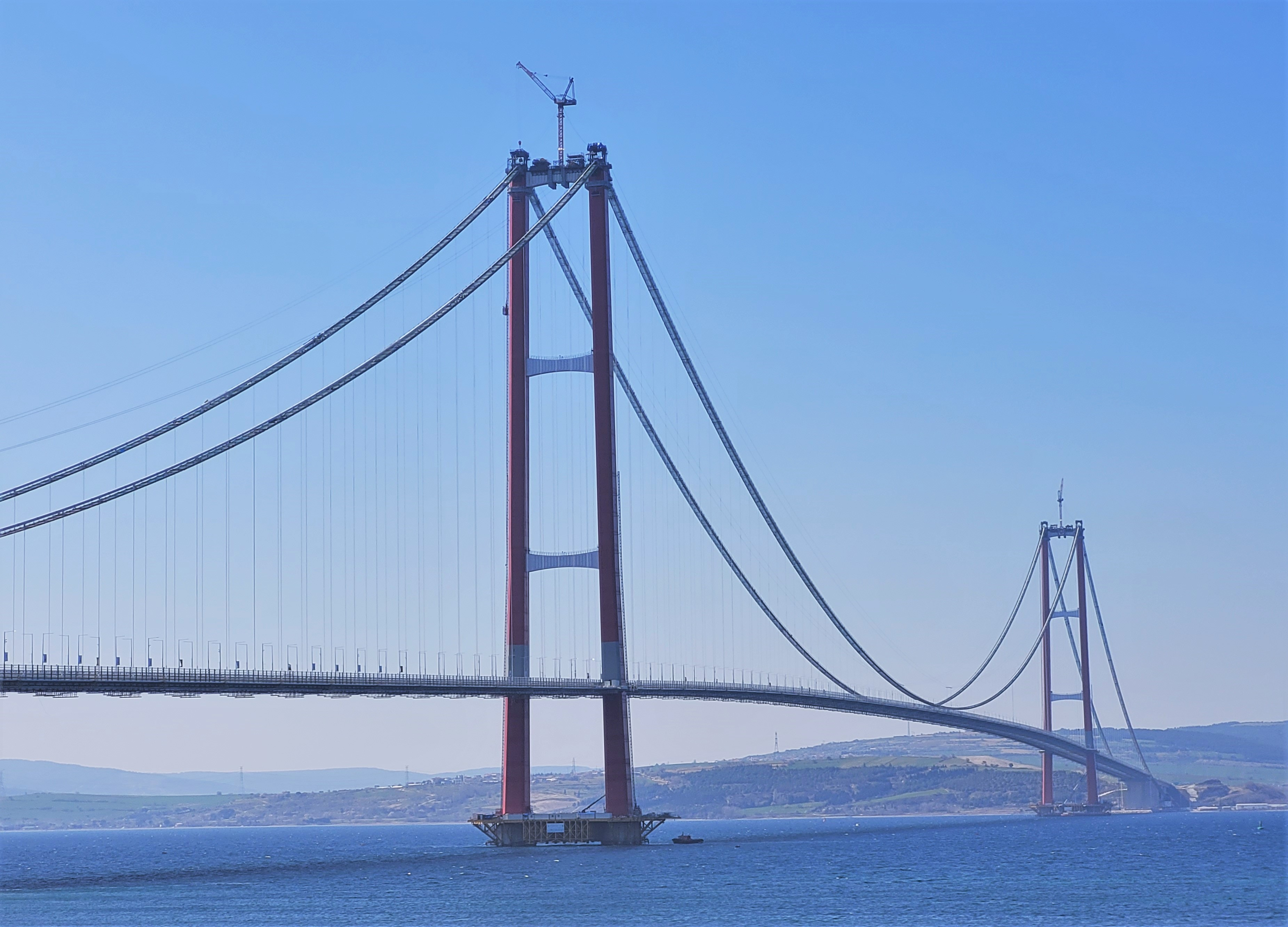
土耳其1915恰纳卡莱大桥是目前世界上跨距最大的橋樑及吊橋。

悬索桥，亦稱吊桥，是桥梁的一种。其主要承力部分是桥两端的两根塔架，在这两根塔架间的悬索拉住桥的桥面。为了保障悬索桥的稳定性，两根塔架外的另一面也有悬索，这些悬索保障塔架本身受的力是垂直向下的。这些悬索连接到桥两端埋在地里的锚锭中。有些悬索桥的塔架外还有两个小一些的桥面，它们可以由小一些的悬索拉住，或由主索拉住。

## 优点

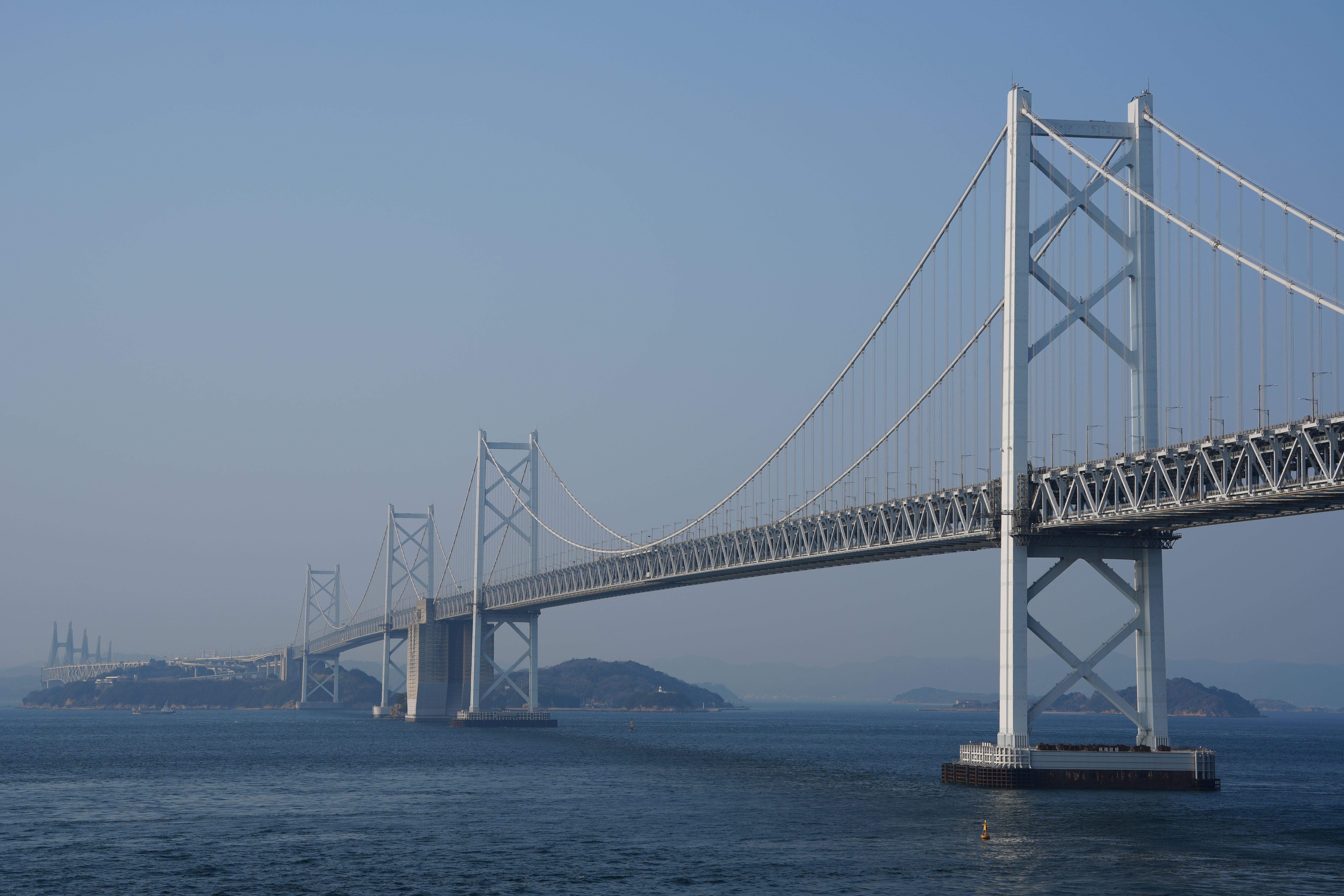
瀨戶大橋是世界上最長的鐵公路兩用吊橋

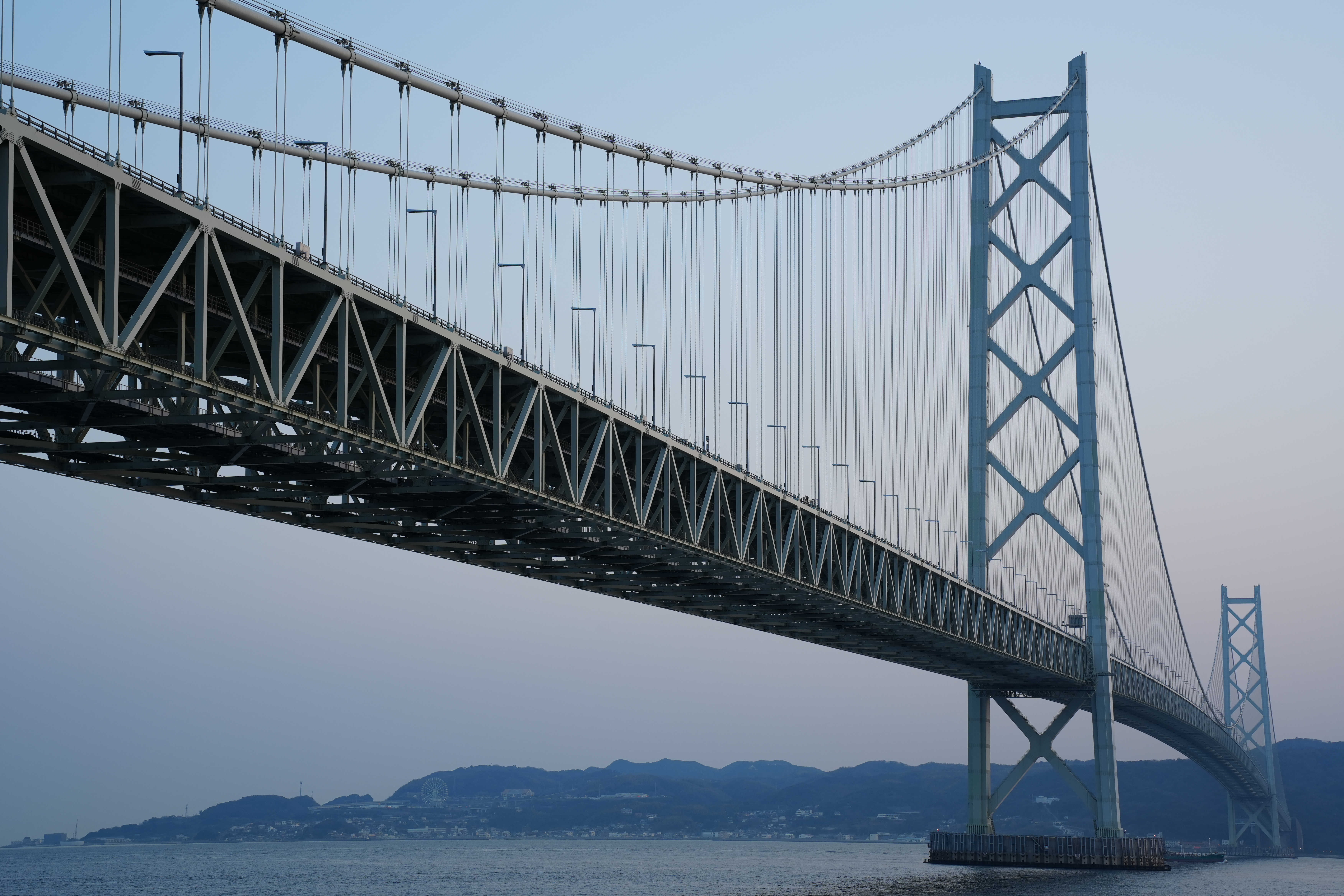
明石海峽大橋是世界跨距第二長的吊橋，最大跨距達到1911公尺

- 相对于其它桥梁结构悬索桥可以使用比较少的物料来跨越比较长的距离。虽然斜拉桥也可实现较大跨度，但有史以来其世界记录均远不及悬索桥。
- 悬索桥可以造得比较高，容许船在下面通过
- 在造桥时没有必要在桥中心建立暂时的桥墩，因此悬索桥可以在比较深的或比较急的水流上建造
- 悬索桥比较灵活，它适合大风和地震区的需要，比较稳定的桥在这些地区必须更加坚固和沉重

總合以上，在海峽上用來連接鄰近的兩岸的條件下，是最適合建造懸索橋的環境。

## 缺点

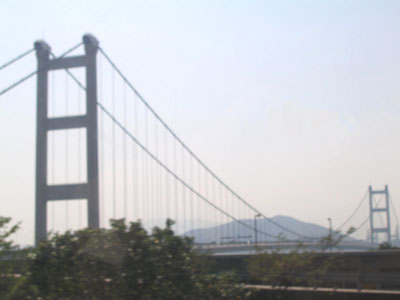
位於香港的青馬大橋，是全球第二長的行車鐵路兩用懸索吊橋

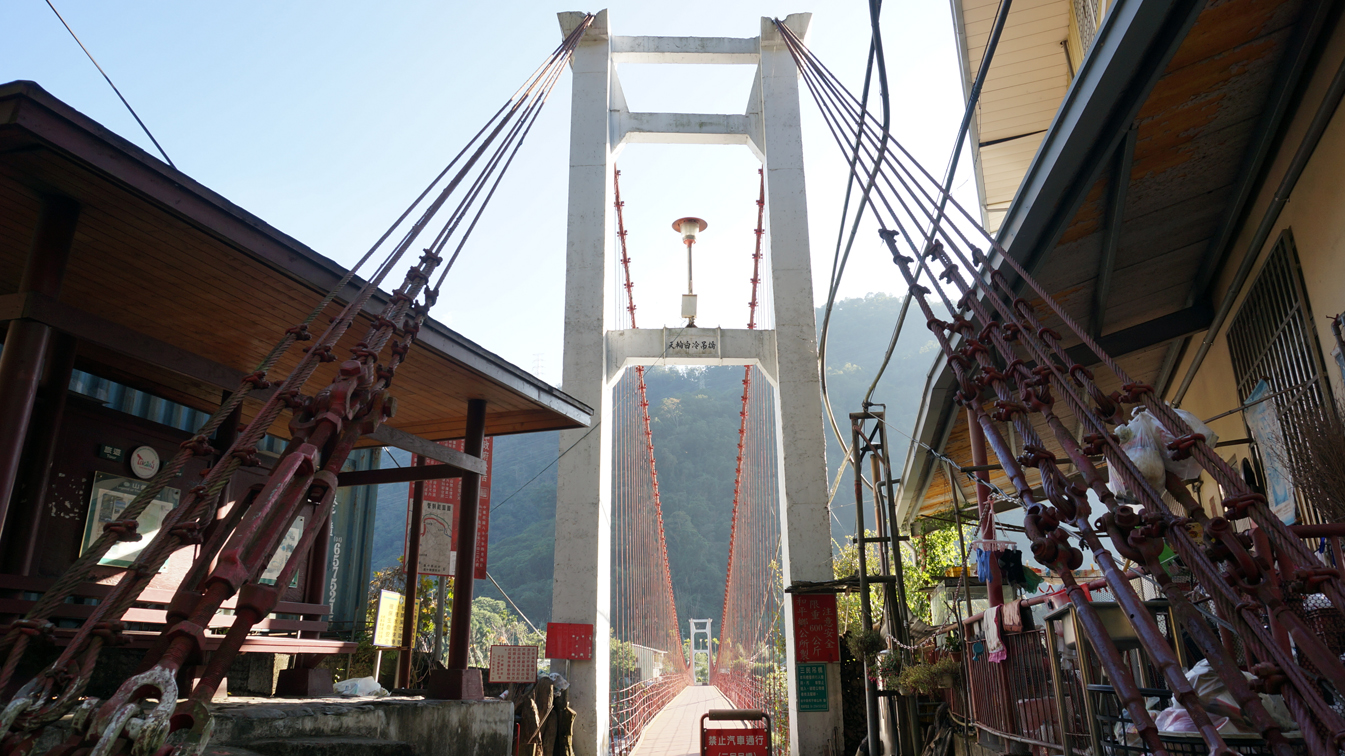
台中市和平區天輪白冷吊橋

- 悬索桥的坚固性不强，在大风情况下交通必须暂时被中断
- 悬索桥不宜作为重型铁路桥梁
- 悬索桥的塔架对地面施加非常大的力，因此假如地面本身比较软的话，塔架的地基必须非常大而且相当昂贵

## 结构
舊式的悬索桥的悬索一般是铁链或联在一起的铁棍。 现代的悬索一般是多股的钢筋。悬索桥中最大的力是悬索中的张力和塔架中的压力。由于塔架基本上不受侧向的力，它的结构可以做得相当纤细，此外悬索对塔架还有一定的稳定作用。
假如在计算时只考虑桥面的重量而忽视悬索自身的重量的话，那么悬索形成一个抛物线；假如在计算时只考虑悬索的重量而忽视桥面的重量的话，那么悬索形成一个悬链线。这样计算悬索桥的过程就变得非常简单了。

## 建筑

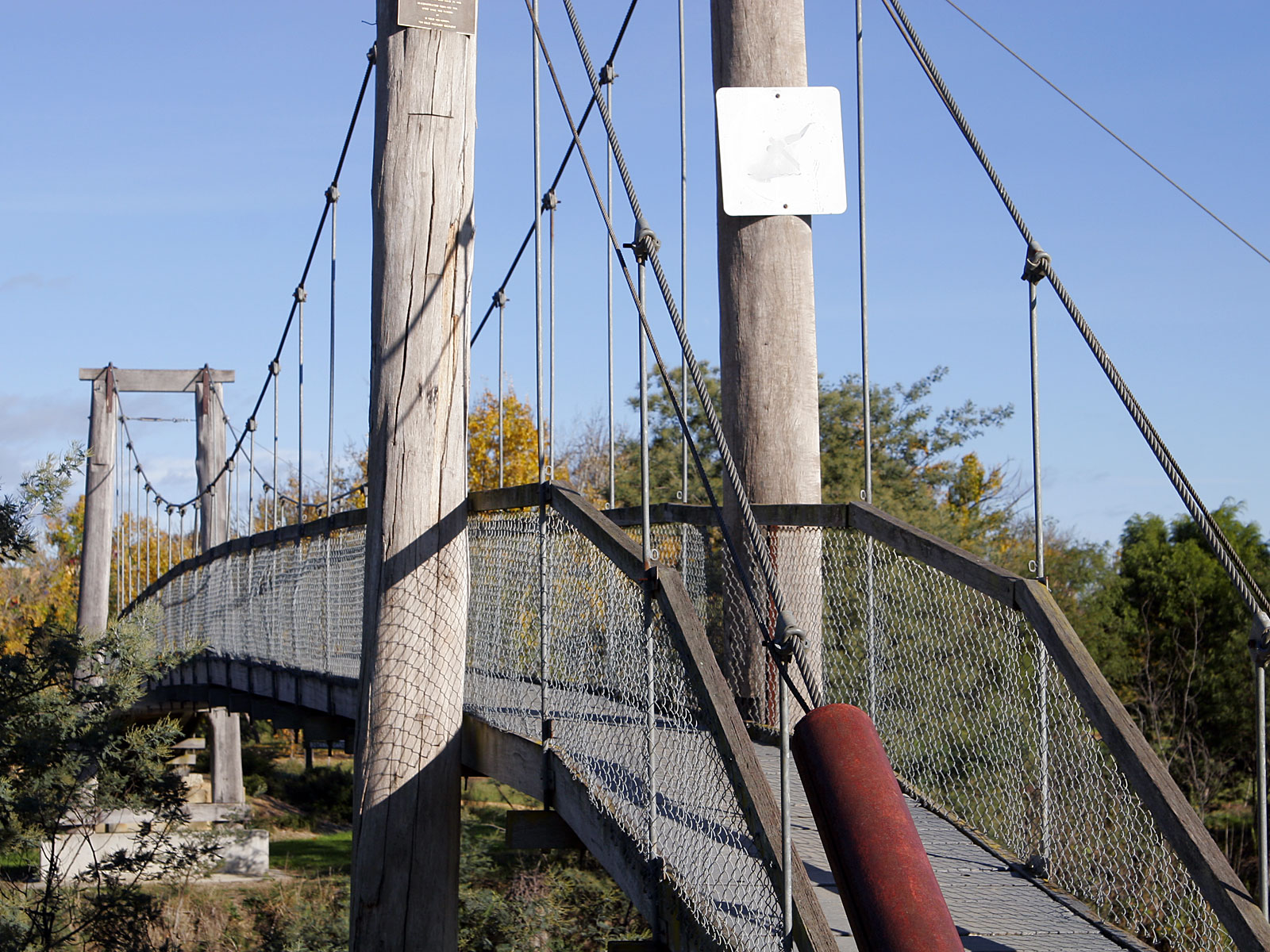
木制步行吊橋。

- 假如塔架要建在水上的话，在塔架要站立的地方首先要使用沉箱来排挤软的地层，来建立一个固定的地基。假如下面的岩石层非常深无法用沉箱达到的话那么要使用深钻的方式达到岩石层或建立非常大的人造的混凝土地基。这个地基一直要延伸出水面
- 假如塔架要建在陆地上，它的地基必须非常深
- 在地基上用混凝土、巨石和钢结构建立桥墩。有些桥的桥墩是桥面的一部分，在这种情况下桥墩的高度至少要达到桥面的高度
- 在塔架的顶部有一个被称为索鞍的光滑的结构。索鞍一般分鞍座（也称下平板）和鞍体两部分，鞍座固定在塔架的顶部，鞍座与鞍体之间可以相对移动。主缆放在鞍体上，主缆和鞍体可以在鞍座上面滑动来补给桥在建筑过程中索鞍两侧的重量的变化。桥完成后这个索鞍可能要被固定住。
- 锚碇分隧道式锚碇和重力式锚碇两种。隧道式锚碇被固定在岩石中，从而能够承担主缆的拉力；重力式锚碇很大很重，靠自身重量和地基的磨阻力承担主缆的拉力。还有一种跨度较小的悬索桥，它没有锚碇，主缆的两端的拉力通过桥面主梁传递，自相平衡。
- 沿着未来悬索的路径纤起一根或一组暂时的绳或线
- 另一股绳被悬挂在第一股绳的上方，在这股绳上一个滑车可以运行。这个滑车可以从一端的锚碇运行到另一端的锚碇。每股悬索需要一个这样的滑车
- 一股一般直径小于1厘米的高强度钢筋的一端被固定在一个锚碇中，另一端被固定在滑车上并被这样牵引到另一端的锚碇，然后被固定在这个锚碇上，然后滑车回到它开始的锚碇上去牵引下一股高强度钢筋或从它正所在的方向开始牵引下一股高强度钢筋
- 钢筋被牵引后要进行防锈处理
- 这样多股高强度钢筋被牵引，连接两端的锚碇。一般这些钢筋的横截面是六角形的，它们被暂时地绑在一起
- 所有钢筋被牵引后它们被一个高压液压机构和其它钢筋挤压到一起，这样形成的悬索的横截面是圆形的
- 在悬索上在等距离的位置上要加上索夹
- 事先计算好长度的吊索被架在索夹上。这些吊索的另一端将来要固定桥面
- 使用专门的起重机，桥面被一块接着一块地挂在悬挂索上。这个起重机可以自己挂在悬索上或挂在特别的临时的索上。桥面可以从桥下的船上吊起或从桥的两端运到它们应该放到的地方。当所有桥面被挂上后，通过调节悬索可以使桥面达到计划的曲线。一般水面上的桥的桥面呈拱形，以便桥下船只通行。陆上的悬索桥的桥面一般是平的。
- 桥面完成后可以进行其它细节工作，比如装灯、栏杆、涂漆、铺路等等

## 起源和发展
根据英国汉学家李约瑟的研究，世界上最早的悬索桥起源于中国，用竹编索。
- 写成于西汉的《汉书》已有关于中国古代悬索桥的描写。
- 云南澜沧江霁虹桥，始建于东汉永平元年至十一年间，即公元58年至68年之间，为竹索桥，史称“兰津桥”；元朝改建为木桥，并改名“霁虹桥”；明朝改建为铁索桥，并经清朝多次重建和修葺，一直沿用至1986年。桥长115米，宽3.8米，净跨56.2米，由9股18条铁链组成。
- 云南澜滄江功果铁索桥，长约70米，基建于三国。
- 云南金沙江塔城关铁索桥建于隋朝。
- 云南金沙江石门关铁索桥也建于隋朝。
- 四川怀远镇的古铁索桥建于唐朝。
- 最著名的中国铁索桥是四川大渡河上的泸定桥，全长约110米，建成于清朝康熙四十五年（1706年）。
- 古铁索桥的桥面多是悬链曲线式。最早的水平桥面悬索桥是一座在中国西南地区建于明朝永乐八年（1420年）的悬索桥。

铁索桥在1665年经葡萄牙旅行家的叙述而传入欧洲。欧洲最早的铁索桥是1741年在英格兰建成的Winch桥。
目前世界上最大主跨的悬索桥是土耳其的1915恰纳卡莱大桥，通车于2022年，主跨2023米。